# Dreamachine
Dreamachine (sv: Drömmaskin) är en enhet som producerar visuella stimuli med hjälp av stroboskopiskt ljusflimmer. Drömmaskinen uppfanns av konstnärerna Brion Gysin och William S. Burroughs.

## Historia och användning
En drömmaskin är tillverkad av en cylinder med slitsar skurna i sidorna. Cylindern är placerad på en skivtallrik och roterar med 78 eller 45 varv per minut. En glödlampa är upphängd i centrum av cylindern och rotationshastigheten tillåter ljuset att komma ut från hålen vid en konstant frekvens av mellan 8 och 13 pulser per sekund. Detta frekvensområde motsvarar hjärnans alfavågor, samma frekvens som uppstår då människan befinner sig i vilotillstånd.
En drömmaskin används genom att man "ser" in i den med stängda ögon, det pulserande ljuset stimulerar den optiska nerven och förändrar hjärnans elektriska svängningar. Användaren upplever alltmer ljusa och komplexa mönster av färg bakom stängda ögonlock. Mönstren blir former och symboler, virvlande runt, tills användaren känner sig omgiven av färger.